# بيرت كوكي
بيرت كوكي (بالإنجليزية: Bert Cooke)‏ هو لاعب اتحاد الرغبي نيوزلندي، ولد في 5 أكتوبر 1901 في أوكلاند في نيوزيلندا، وتوفي في 29 سبتمبر 1977.

## وصلات خارجية
- بيرت كوكي عل موقع إسبنسكروم (الإنجليزية)
- بيرت كوكي على موقع قاعة نيوزيلندا للمشاهير الرياضية (الإنجليزية)